# Malthonea cumbica
Malthonea cumbica là một loài bọ cánh cứng trong họ Cerambycidae.